# 旌勇里
39°56′03″N 116°22′58″E / 39.934205°N 116.382878°E
旌勇里是位于中国北京市西城区东部的一条胡同。

## 简介
旌勇祠建于清朝乾隆三十三年，祭祀将军明瑞、配祀扎拉丰阿、观音保、李全、王玉廷、德福，有乾隆帝勅建碑，山门、碑、享殿均尚存，现为中国人民解放军总参谋部使用。旌勇祠西侧的胡同称“旌勇里”，因旌勇祠而得名。旌勇，意为表彰忠勇。